# 大宮車掌区
大宮車掌区（おおみやしゃしょうく）は、埼玉県さいたま市にかつて存在した東日本旅客鉄道（JR東日本）大宮支社の車掌が所属する組織である。2024年3月15日限りで廃止し現在は大宮統括センター乗務ユニット。
2007年3月16日、ISO9001の認証を取得した。認証登録範囲は「埼京線・川越線における車掌としての運転・接遇サービスの提供」。大宮支社管内の車掌区の認証取得は初。
- 1906年（明治39年）11月1日 - 大宮車掌駐在所を設置
- 1909年（明治42年）5月25日 - 宇都宮車掌駐在所大宮駐在となる
- 1914年（大正3年）3月1日 - 宇都宮車掌監督大宮駐在となる
- 1918年（大正7年）4月1日 - 高崎車掌監督大宮駐在となる
- 1929年（昭和4年）5月11日 - 高崎車掌所大宮駐在となる
- 1936年（昭和11年）9月1日 - 高崎車掌区大宮支区となる
- 1942年（昭和17年）3月1日 - 上野車掌区大宮支区となる
- 1947年（昭和22年）1月10日 - 大宮車掌区となる
- 1985年（昭和60年）8月1日 - 庁舎を大宮操車場から大宮駅へ移転
- 2024年（令和6年）3月16日 - 大宮営業統括センターに、大宮運転区、大宮車掌区を統合して大宮統括センター発足。埼京線の一部行路を新設した埼京運輸区に移管する。大宮営業統括センター、大宮運転区、大宮車掌区を廃止する。